# جبره الشيخ

خريطة منطقة جبرة الشيخ في السودان.

مدينه جبره الشيخ تقع في ولاية شمال كردفان  بالسودان على ارتفاع 450 متر فوق سطح البحر تبعد عن العاصمة الخرطوم بحوالي 215 كيلو وهي محطه رئيسه لشارع الأربعين الرابط بين شرق ووسط السودان وغربه وهي أيضأ سوق للمحاصيل والماشية
ومركزاً من المراكز الحضرية للرعاة والرحل بالمنطقة.

## الطبوغرفيا
أهم المعالم الطبيعية التضاريسية هي بحيرة الاضه التي تقع للمدينة على ضفتها الشمالية.

## الوحدات الاداريه
جبرة الشيخ محلية من محليات ولاية شمال كردفان، وتتبع لها الوحدات الإدارية التالية:
1 أم ندرابه.
2 كجمر.
3 حمرة الوز.

## السكان
محلية جبرة الشيخ عدد سكانها 231,208 منهم 121,378 ذكور و109,830 إناث.

## الأحياء السكنية
الحي الشرقي، الحي الجنوبي، الحي الغربي، الحي الشمالي، حي مركوكه، حي الأنصار، حي الجلابة، حي الديم وحي البديرية.

## الخدمات الصحية
يوجد مستشفى واحد هو مستشفى جبره الشيخ، وعدد من المراكز الصحية والصيدليات.